# Saint-Sauveur (Oise)
 Saint-Sauveur  es una población y comuna francesa, en la región de Picardía, departamento de Oise, en el distrito de Compiègne y cantón de Compiègne-Sud-Est.

## Demografía
| 1044 | 1137 | 1181 | 1515 | 1649 | 1606 |
| Para los censos de 1962 a 1999 la población legal corresponde a la población sin duplicidades (Fuente: INSEE [Consultar]) |      |      |      |      |      |